# Мессьє 103
Мессьє 103 (також відоме як М103 та NGC 581) є розсіяним скупченням в сузір'ї Кассіопеї.

## Історія відкриття
Скупчення було відкрито П'єром Мешан в 1781 році.

## Цікаві характеристики
M 103 знаходиться на відстані 8000 світлових років від Землі.

## Спостереження

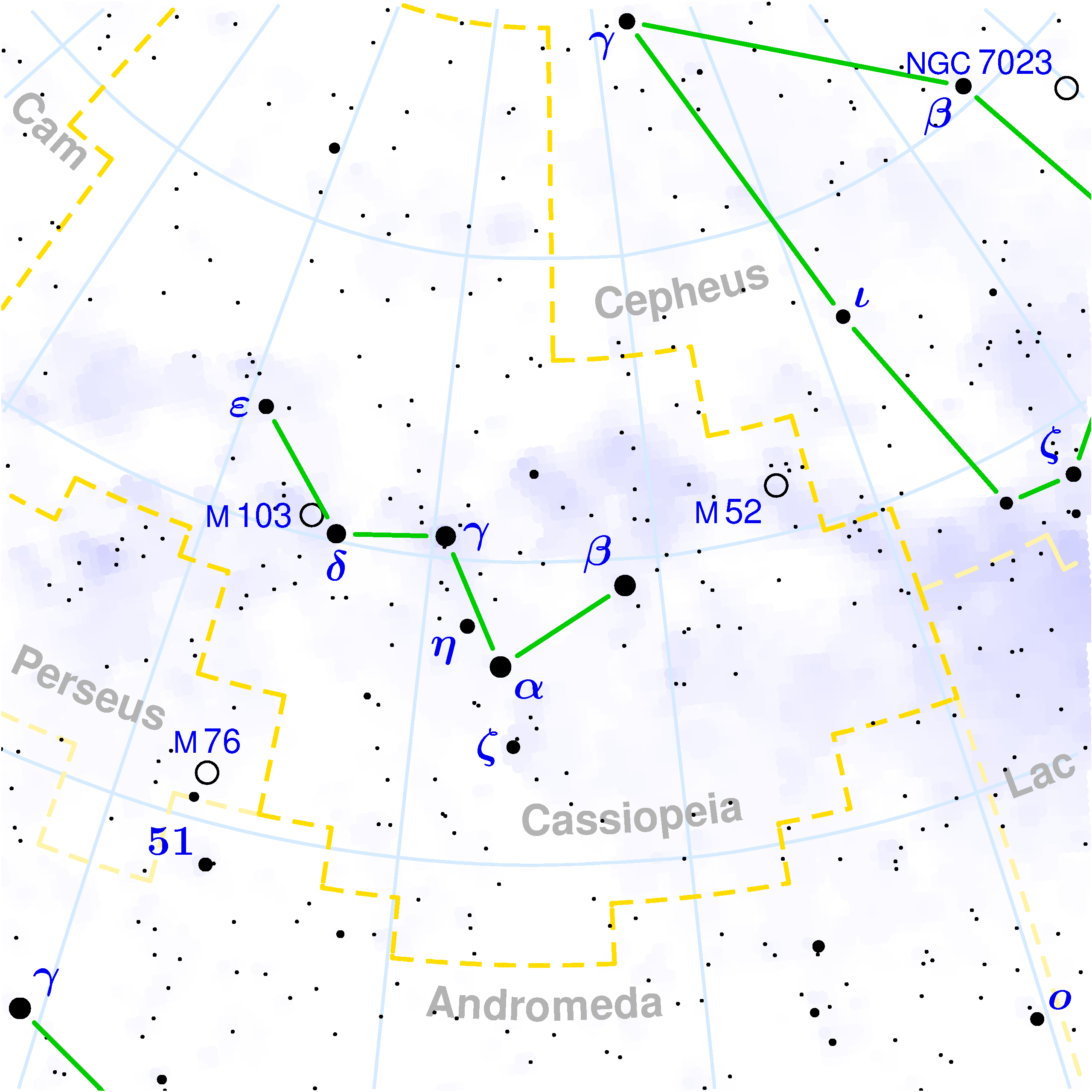
Розсіяне скупчення M103 в сузір'ї Кассіопея

## Навігатори
Координати:  01г 33.2м 00с, +60° 42′ 00″